# Thống Silesia
| Hệ                                                                             | Thống (tây bắc châu Âu) | Bậc (NW Europe) | Thống (ICS)  | Bậc (ICS)   | Niên đại (Ma) |
| ------------------------------------------------------------------------------ | ----------------------- | --------------- | ------------ | ----------- | ------------- |
| Permi                                                                          | Permi                   | Permi           | Permi        | Permi       | trẻ hơn       |
| Than đá                                                                        | Silesia                 | Staphanus       | Pennsylvania | Gzhel       | 298,9–303,7   |
| Than đá                                                                        | Silesia                 | Westphalia      | Pennsylvania | Kasimov     | 303,7–307,0   |
| Than đá                                                                        | Silesia                 | Westphalia      | Pennsylvania | Moskva      | 307,0–315,2   |
| Than đá                                                                        | Silesia                 | Westphalia      | Pennsylvania | Bashkiria   | 315,2–323,2   |
| Than đá                                                                        | Silesia                 | Namur           | Pennsylvania | Bashkiria   | 315,2–323,2   |
| Than đá                                                                        | Silesia                 | Mississippi     | Serpukhov    | 323,2–330,9 |               |
| Than đá                                                                        | Dinant                  | Mississippi     | Visé         | Visé        | 330,9–346,7   |
| Than đá                                                                        | Dinant                  | Mississippi     | Tournai      | Tournai     | 346,7–358,9   |
| Devon                                                                          | Devon                   | Devon           | Devon        | Devon       | cổ hơn        |
| Phân chia kỷ Than đá tại châu Âu so với các tầng chính thức của ICS (năm 2018) |                         |                 |              |             |               |

Thế Silesia là một thế địa chất thuộc kỷ Than đá trong địa thời học ở châu Âu. Silesia đồng thời cũng là tên gọi của một thống địa chất thuộc hệ Than đá trong thời địa tầng học châu Âu, là thống Silesia.
Nó được đặt tên theo Silesia, một khu vực trải dài từ Cộng hòa Séc, Ba Lan và Đức.

## Địa chất
Nó kế tiếp hoặc nằm trên đỉnh của thế/thống Dinant và kéo dài từ khoảng 326,4 tới 299,0 Ma.
Cơ sở của thống Silesia không được định nghĩa, còn đỉnh của nó được xác định bằng sự xuất hiện lần đầu tiên của loài động vật răng nón Streptognathodus isolatus.

### Phân chia
Thống/thế Silesia chia ra làm 3 tầng, từ trẻ (trên) tới già (dưới):
- Staphanus
- Westphalia
- Namur.